# Simulium tshernovskii
Simulium tshernovskii es una especie de insecto del género Simulium, familia Simuliidae, orden Diptera.

## Distribución
Se distribuye por Rusia.

## Taxonomía
Fue descrita científicamente por Rubtsov, 1956. Fue publicada en Blackflies (fam. Simuliidae). Fauna SSSR (new series) 64.